# Law & Order (seizoen 12)
Dit artikel vat het twaalfde seizoen van Law & Order samen.

## Hoofdrollen
- Jerry Orbach - hoofdrechercheur Lennie Briscoe
- Jesse L. Martin - rechercheur Ed Green
- S. Epatha Merkerson - inspecteur Anita Van Buren
- Sam Waterston - eerste hulpofficier van justitie Jack McCoy
- Elisabeth Röhm - hulpofficier van justitie Serena Southerlyn
- Dianne Wiest - officier van justitie Nora Lewin

## Terugkerende rollen
- Leslie Hendrix - dr. Elizabeth Rodgers
- J.K. Simmons - dr. Emil Skoda
- Andrea Navedo - rechercheur Ana Cordova

## Afleveringen
| Aflevering | Titel                 | Regisseur          | Schrijver                        | Uitzenddatum      | Selectie gastrollen |
| --- | --------------------- | ------------------ | -------------------------------- | ----------------- | --- |
| 1. | Who Let the Dogs Out? | Don Scardino       | Kathy McCormick Douglas Stark    | 26 september 2001 | Melissa Leo - Sherri Quinn Bruce McCarty - Roger Quinn Tom O'Rourke - Peter Behrens David Warshofsky - Danny Miller Joel Marsh Garland - Ralph Carson Robert Hogan - rechter Albert Scholl                              |
| Wanneer een jogger wordt doodgebeten door een pitbull, gaan Green en Briscoe op onderzoek uit. Het onderzoek brengt naar boven dat de eerste eigenaar van de pitbull, die zijn hond heeft afgericht om te doden. Verder leidt de zaak hen naar een gevangene van Attica State Prison. Zijn advocaten en illegale hondengevechten. |                       |                    |                                  |                   | |
| 2. | Armed Forces          | Martha Mitchell    | Richard Sweren Sean Jablonski    | 3 oktober 2001    | Michael Murphy - Nolan Tinsdale Jack Willis - Stan Fletcher Kate Burton - Erica Gardner Nelson Lee - Kenny Eng Charles Brown - Stephen Morehouse                                                                        |
| Wanneer een schoenenpoetser wordt vermoord, gaan Green en Briscoe op onderzoek uit. Het onderzoek wijst uit dat het slachtoffer een Vietnam-veteraan was en dat hij bezig was om zijn Bronzen Ster terug te geven die hij gekregen heeft tijdens de Vietnamoorlog. Dit omdat de waarheid over een gebeurtenis in Vietnam met hem en drie medesoldaten dreigde uit te komen. |                       |                    |                                  |                   | |
| 3. | For Love or Money     | Constantine Makris | Wendy Battles Sean Jablonski     | 10 oktober 2001   | Cathy Moriarty - Lorraine Cobin Katherine Moennig - Melissa Cobin Paul Diomede - Paul Kasperski Mark Margolis - Frankie 'Threads' Polito Jordan Charney - rechter Donald Karan                                          |
| Wanneer een beroepscrimineel wordt vermoord, worden Green en Briscoe op de zaak gezet. Het onderzoek leidt hen naar een rijke en manipulatieve vrouw en dochter, die het slachtoffer in het verleden hadden ingehuurd om haar man en vader te vermoorden. |                       |                    |                                  |                   | |
| 4. | Soldier of Fortune    | Richard Dobbs      | Barry Schindel                   | 24 oktober 2001   | John Cullum - Bernard Powell sr. Ellen Whyte - mrs. Powell Lance Reddick - Gasana Michael Hayden - Henri Girard Jeffrey DeMunn - professor Norman Rothenberg                                                            |
| Wanneer bij een ontvoering van een diamantenhandelaar twee mensen worden vermoord, worden Green en Briscoe op de zaak gezet. Het onderzoek leidt hen naar handel in bloeddiamanten en de burgeroorlog in Sierra Leone. |                       |                    |                                  |                   | |
| 5. | Possession            | James Quinn        | Robert Palm                      | 31 oktober 2001   | Linda Thorson - Martha Taylor John Schuck - Stefan Havel George Demas - Charles Braden Glynnis O'Connor - Anne Paulsen Gary Perez - Roberto Ramos David Lipman - rechter Morris Torledsky                               |
| Wanneer een dode vrouw wordt gevonden in een appartement met huurbescherming, gaan Green en Briscoe op onderzoek uit. Als eerste verdachte hebben zij de conciërge Roberto Ramos op het oog, die een gift van $ 5000 heeft gekregen van het slachtoffer. Als de rechercheurs hiernaar vragen, blijkt hij dit niet meer te weten. Later komen zij erachter dat het slachtoffer een slepende ruzie had met de huurbaas, omdat zij een lucratieve verkoop van het appartementencomplex tegenhield zolang zij daar bleef wonen. |                       |                    |                                  |                   | |
| 6. | Formerly Famous       | Richard Dobbs      | Wendy Battles Marc Guggenheim    | 7 november 2001   | Bruce Altman - Brad Feldman John Boyle - Geller Craig Braun - Davie Reynolds Gary Busey - Tommy Vega David Case - Peter Vega Diane Cossa - Susan Brandees                                                               |
| Wanneer de vrouw van een voormalige zanger wordt vermoord, gaan Green en Briscoe op onderzoek uit. Zij onderzoeken de manager van de zanger en de zonen van haar man omdat hun alibi's niet standhouden. Ook haar man wordt onderzocht. Tevens ontdekken zij dat het slachtoffer een verleden heeft van oplichting en zwendel. |                       |                    |                                  |                   | |
| 7. | Myth of Fingerprints  | David Platt        | Eric Overmyer                    | 14 november 2001  | Diana Scarwid - Lisa Russo Jeremy Davidson - Luke Campbell James Colby - Bobby Campbell Lenny Venito - rechercheur Wade Larry Bryggman - mr. Rowan                                                                      |
| Bij een onderzoek in een moordonderzoek is er een fout gemaakt door een vingerafdrukanalist. Dit heeft ervoor gezorgd dat een onschuldige man in de gevangenis belandde. Verder onderzoek wijst uit dat dit niet de eerste fout was van de analist en hierdoor kan het zijn dat twaalf jaar geleden ook iemand veroordeeld is die onschuldig is. Pikant detail is dat die zaak ervoor zorgde dat Van Buren promotie kreeg. |                       |                    |                                  |                   | |
| 8. | The Fire This Time    | David Platt        | David Black                      | 21 november 2001  | Jeff Edgerton - Kent Quigley Michael Leydon Campbell - Eric Shollar Kate Skinner - Carol Ley Erin Gann - Paul Rochet Andrea Anders - Emily Hoyt Tom Bower - Whitten                                                     |
| Wanneer een leraar de dood vindt in een brand, gaan Green en Briscoe op onderzoek uit. Zij ontdekken dat er een radicale milieubeweging achter de brand zit. McCoy wil nu achter de persoon aangaan die hen beïnvloed heeft. |                       |                    |                                  |                   | |
| 9. | 3 Dawg Night          | Stephen Wertimer   | Richard Sweren Aaron Zelman      | 28 november 2001  | Daniel Hugh Kelly - Lawrence Garber Cyrus Farmer - Darryl 'G Train' Collins Idris Elba - Lonnie Liston Colleen Werthmann - Amanda Reese Kerry Washington - Allie Lawrence                                               |
| Nadat een beroemde hiphop-ster wordt verdacht van een moord, moeten McCoy en Southerlyn vechten tegen de kritiek die zij krijgen, omdat zij de verdachte niet kunnen ondervragen dankzij zijn advocaat. |                       |                    |                                  |                   | |
| 10. | Prejudice             | Ed Sherin          | Jill Goldsmith                   | 12 december 2001  | Arnold Acevedo - Danny Moreno Lisa Bostnar - Roberta Shields Dennis Boutsikaris - Al Archer Patti Chambers - Lauren Hughes Joan Copeland - rechter Rebecca Stein                                                        |
| Wanneer een Afro-Amerikaanse bestuursvoorzitter van een tijdschrift wordt vermoord, gaan Green en Briscoe op onderzoek uit. Zij pakken een man op die de moord uit haat tegen Afro-Amerikanen heeft gepleegd. McCoy wil hem nu aanklagen voor een haatmisdrijf. De advocaat van de verdachte wil racisme nu gebruiken als geestelijk gestoordheid en zo zijn cliënt ontoerekeningsvatbaar verklaren. |                       |                    |                                  |                   | |
| 11. | The Collar            | Matthew Penn       | Richard Sweren                   | 9 januari 2002    | John Dossett - pastoor Evans Dick Latessa - bisschop Durning Agustin Rodriguez - Angel Cabrera Joanna Going - Dana Bauer Kent Broadhurst - Mansfield                                                                    |
| Wanneer een priester wordt vermoord, gaan Green en Briscoe op onderzoek uit. Hun onderzoek leidt hen naar een andere priester die het eigenlijke doelwit was. Hij weigert mee te werken met het onderzoek, omdat de communicatie tussen hem en de verdachte onder het biechtgeheim valt. |                       |                    |                                  |                   | |
| 12. | Undercovered          | Jace Alexander     | Wendy Battles Noah Baylin        | 16 januari 2002   | Juan Carlos Hernández - Tony Garcia Ben Shenkman - Nick Margolis John Cunningham - Daniel Metzler Monique Fowler - mrs. Ames Michael Mulheren - rechter Sheldon Taylor                                                  |
| Wanneer een medewerker van een verzekeringsbedrijf wordt vermoord, gaan Green en Briscoe op onderzoek uit. Zij komen uit bij een vader wiens dochter uit wraak de medewerker vermoordde. Dit omdat zij doodgaat aan leukemie en het verzekeringsbedrijf geen toestemming wilde geven voor een duur medicijn. McCoy ondervindt problemen als blijkt dat de vader goed op de hoogte is van de wet. |                       |                    |                                  |                   | |
| 13. | DR 1-102              | Richard Dobbs      | Marc Guggenheim Aaron Zelman     | 30 januari 2002   | Gene Silvers - Raymond Hobbs Susan Blackwell - Lydia Fernands David De Beck - Bolland John Benjamin Hickey - Aaron Solomon Shawn Elliott - rechter Joseph Rivera                                                        |
| Wanneer twee vrouwen dood worden gevonden in hun appartement, gaan Green en Briscoe op onderzoek uit. Zij komen uit bij een man die bij jonge vrouwen inbreekt met sleutels die hij namaakt als de vrouwen bij zijn ijzerwarenwinkel komen. Als zij de man willen arresteren, vlucht hij een winkel binnen en neemt een gijzelaar met een mes. De onderhandelaar van de politie krijgt de gijzelnemer niet naar buiten. Deze eist dat een advocaat hem komt helpen met het dreigement, omdat hij anders de gijzelaar doodt. Als Southerlyn bij de winkel arriveert, gaat zij akkoord om de winkel binnen te gaan om met de verdachte te praten als een advocate. Als zij binnen is, vertelt zij niet dat zij een medewerkster is van het openbaar ministerie. Als de verdachte voor de rechter komt, sluit de verdachte een regeling om zo een lagere straf te krijgen. Dit mede door de belangenverstrengeling van Southerlyn. Southerlyn moet voor de tuchtraad komen, omdat zij bij de gijzeling niet heeft verteld wat haar werkelijke functie was. Dit valt onder regel DR 1-102. Zij komt ervan af met een berisping en mag haar beroep blijven uitvoeren. |                       |                    |                                  |                   | |
| 14. | Missing               | David Platt        | Eric Overmyer Matt Witten        | 6 februari 2002   | Brian Kerwin - Ted Weldon Maryann Plunkett - mrs. Weldon Chip Zien - Stephen Cromwell Timothy Wheeler - Mickey Bastone Jennifer Van Dyck - advocate van Mickey Bastone David Lipman - rechter Morris Torledsky          |
| Wanneer ouders wanhopig hun verdwenen dochter zoeken, schakelen zij de hulp van Green en Briscoe in. De rechercheurs gaan naar het appartement van de dochter en zien dat al haar persoonlijke spullen weg zijn. Tevens ontdekken zij dat zij een affaire had met haar getrouwde baas en dat zij zwanger was. Als de baas voor de rechter wordt gedaagd dan komt zijn vrouw met nieuwe bewijzen. |                       |                    |                                  |                   | |
| 15. | Access Nation         | Constantine Makris | Sean Jablonski Terri Kopp        | 27 februari 2002  | Frank Whaley - John McDowell Robert LuPone - Marc Bransom Josh Radnor - Robert Kitson Jennifer Bassey - mrs. Conley George Guidall - Kenneth Conley Stephen Henderson - rechter Marc Kramer                             |
| Wanneer een psycholoog wordt vermoord, gaan Green en Briscoe op onderzoek uit. Het onderzoek leidt hen naar een computerbedrijf dat informatie van cliënten verkoopt en hun verantwoordelijkheid om de privacy te waarborgen van hun cliënten. |                       |                    |                                  |                   | |
| 16. | Born Again            | Jace Alexander     | William N. Fordes                | 6 maart 2002      | Debra Monk - dr. Madelyn Stahl Spencer Garrett - Stephen Olson Wendy Makkena - Janet Weston Ezra Knight - Tyler Epps Peter Marx - Paul Garfield                                                                         |
| Wanneer een elfjarig kind overlijdt onder verdachte omstandigheden, gaan Green en Briscoe op onderzoek uit. Zij komen erachter dat het kind betrokken was bij een hergeboorte dat door een therapeut uitgevoerd werd. De hergeboorte ging fout en het kind overleed en McCoy wil nu de therapeut aanklagen voor moord. |                       |                    |                                  |                   | |
| 17. | Girl Most Likely      | Steve Shill        | Lynn Mamet                       | 27 maart 2002     | Caroline Dhavernas - Alicia Milford Anna Kathryn Holbrook - mrs. Milford Mark Jacoby - mr. Milford Noah Fleiss - Denny Cannon Peggy Gormley - Marsha Cannon Christopher McCann - Drew Hamilton                          |
| Wanneer een studente vermoord gevonden wordt in een appartementencomplex, gaan Green en Briscoe op onderzoek uit. Zij vermoeden dat de moord het resultaat was van het door haar laten sluiten van een webpagina. McCoy en Southerlyn nemen het onderzoek over en ontdekken dat de beste vriendin van het slachtoffer, die onwillig was als getuige, het antwoord is op de moord. |                       |                    |                                  |                   | |
| 18. | Equal Rights          | James Quinn        | Terri Kopp                       | 3 april 2002      | Karen Young - Leslie Cooper Jeremy Blackman - Anthony Cooper Angelica Page - Georgina Woods Brian O'Neill - Russell Woods Bob Dishy - Lawrence Weaver Harry Danner - Kenneth Gray                                       |
| McCoy en Southerlyn geloven dat een vrouw, die mishandeld werd door haar man, haar zwager heeft ingehuurd om haar man te vermoorden. Haar advocaat zegt dat het zelfverdediging was omdat zij stelselmatig mishandeld werd. Was dit inderdaad zo of was het gewoon wraak? |                       |                    |                                  |                   | |
| 19. | Slaughter             | Constantine Makris | Rob Wright                       | 10 april 2002     | Philip Casnoff - Bill Talbot Stephen Bogardus - Jim Dittmar Gerrit Graham - mr. Hutchins Jesse Doran - Arthur King David Lenthall - Mike Bledsoe Greg Russell Cook - Jimmy Gaines                                       |
| Wanneer een student en dierenactivist wordt vermoord, gaan Green en Briscoe op onderzoek uit. Zij ontdekken dat het slachtoffer bezig was met een onderzoek in een vleesverwerkingsfabriek. McCoy ontdekt een connectie tussen de fabriek en vijf doden aan de E. coli-bacterie in vlees dat door hen geleverd was aan een fastfoodketen. |                       |                    |                                  |                   | |
| 20. | Dazzled               | Lewis H. Gould     | Eric Overmyer Matt Witten        | 24 april 2002     | Jayne Atkinson - dr. Claire Snyder William Atherton - Don Snyder Kelly Karbacz - Jenny Snyder James Rebhorn - Charles Garnett Rosemary De Angelis - Martha Griesmer Ben Hammer - rechter Herman Mooney                  |
| Wanneer een vrouw gedrogeerd dood neervalt, gaan Green en Briscoe op onderzoek uit. Het bewijs suggereert dat haar ex-man en de ex-vrouw van haar man samenspande om haar te doden. |                       |                    |                                  |                   | |
| 21. | Foul Play             | Richard Dobbs      | Stuart Feldman                   | 1 mei 2002        | Larry Joshua - Frank Leahy Omar Chagall - Victor Soto Lee Shepherd - Barry Kaufer Louis Mustillo - Tom Kelly Allyn Burrows - Kevin Shore Gail Grate - Doris                                                             |
| Wanneer een privédetective wordt vermoord, gaan Green en Briscoe op onderzoek uit. Zij komen uit in een wereld van corruptie, bedrog en emigratiefraude in de jeugdhonkbalcompetitie. Zij ontdekken een jonge illegale emigrant uit Honduras die speelt in een New Yorks competitie met een coach die alles doet om te winnen. |                       |                    |                                  |                   | |
| 22. | Attorney Client       | Matthew Penn       | Jill Goldsmith                   | 8 mei 2002        | Peter Friedman - Harold Jensen Annie Parisse - Jasmine Blake Helen Carey - Charlotte Swan Randy Graff - Hillary Morton Ron Orbach - Max Hellmann Ted Kazanoff - rechter Daniel Scarletti                                |
| Wanneer de vrouw van een advocaat wordt vermoord, gaan Green en Briscoe op onderzoek uit. De rechercheurs denken dat de advocaat het eigenlijke doelwit was, omdat hij veel verkeerde mensen heeft verdedigd en dat de moordenaar niet wilde hij gevoelige informatie naar buiten bracht. In het verdere onderzoek komt zijn tumultueuze liefdesleven boven water. Als de advocaat als verdachte wordt gezien, wordt hij voor de rechter gebracht, waarna hij er alles aan doet om de zaak te vertragen en zo zijn straf te ontlopen. |                       |                    |                                  |                   | |
| 23. | Oxymoron              | Constantine Makris | Michael Harbert                  | 15 mei 2002       | David Deblinger - Tommy Avakian Tom Mardirosian - Nicky Avakian Michael McCormick - advocaat van Nicky Avakian Becky Ann Baker - Susan Simels Patricia Charbonneau - Janet Naiman Caprice Benedetti - Alexandra Shabtai |
| Wanneer een jonge dokter wordt vermoord, gaan Green en Briscoe op onderzoek uit. Het onderzoek leidt hen naar een criminele organisatie die handelt in recepten voor Oxycodon voor de zwarte markt. Het schijnt dat de leiders van deze organisatie een plan hebben uitgebroed om McCoy en Southerlyn van de zaak af te krijgen. |                       |                    |                                  |                   | |
| 24. | Patriot               | David Platt        | William N. Fordes Sean Jablonski | 22 mei 2002       | Leo Burmester - Lester Hastings Terry Serpico - Frank Miller David Aaron Baker - Adam Teague Jordan Gelber - advocaat van Adam Teague Chris Bauer - sergeant                                                            |
| Wanneer een Arabische man wordt vermoord, gaan Green en Briscoe op onderzoek uit. Zij komen een veteraan van de Desert Storm op het spoor die het slachtoffer heeft gedood, omdat hij hem verdachte van terrorisme. McCoy vermoedt dat hij handelde uit haat en brengt hem voor de rechter. De zaak wordt gecompliceerd als blijkt dat het slachtoffer wel degelijk een terrorist was. |                       |                    |                                  |                   | |